# Cathédrale Notre-Dame-de-Guadalupe de Canelones
Pour les articles homonymes, voir cathédrale Notre-Dame-de-Guadalupe et sanctuaire Notre-Dame-de-Guadalupe.
La cathédrale Notre-Dame-de-Guadalupe de Canelones est une église située à Canelones en Uruguay, à laquelle l’Église catholique donne les statuts de sanctuaire national et de cathédrale du diocèse de Canelones. Elle est dédiée à Notre-Dame de Guadalupe,.

## Histoire
La paroisse existe depuis 1775. La construction de l’édifice actuel débute en 1816, en remplacement de la précédente église paroissiale ; elle s’étale alors sur plus d’un siècle,.
L’église devient sanctuaire diocésain en 1945, puis cathédrale en 1961. La Conférence épiscopale de l’Uruguay l’élève en sanctuaire national par un décret du 18 juin 2020,.

## Orgue
La cathédrale possède un orgue mécanique à 11 registres, deux claviers et 556 tuyaux, construit à Savone en Italie par Giovanni Battista Dessiglioli et installé en 1900, qui est classé Monument historique national (es).